# شنهور
قرية شنهور هي إحدى القرى التابعة لمركز قوص في محافظة قنا في جمهورية مصر العربية. حسب إحصاءات سنة 2006، بلغ إجمالي السكان في شنهور 9314 نسمة، منهم 4583 رجل و4731 امرأة.